# Michał Akszak-Okińczyc

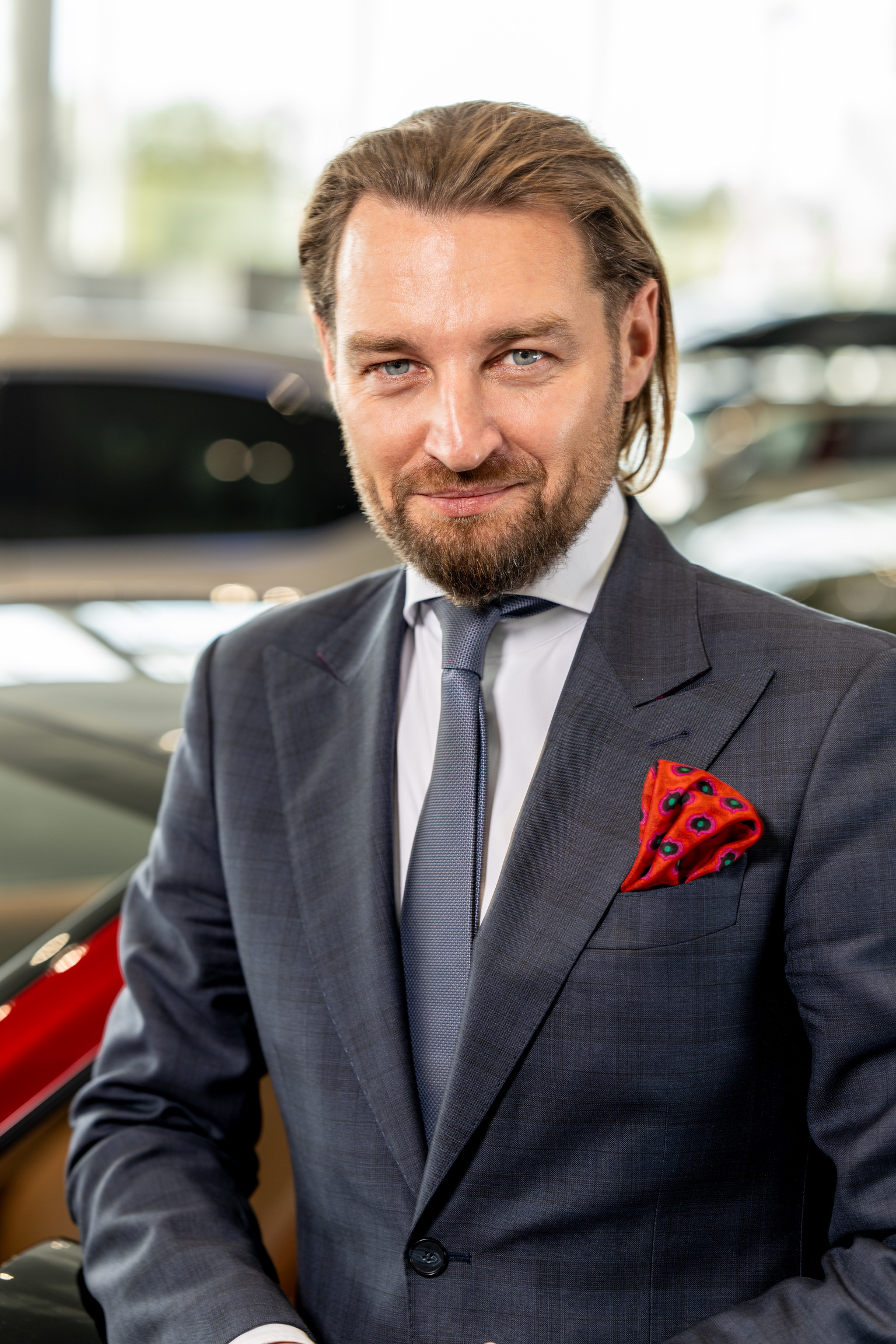
Michał Akszak-Okińczyc

Michał Akszak-Okińczyc (ur. 1976 w Warszawie) – polski inżynier, menedżer, przedsiębiorca i działacz społeczny.

## Życiorys
Od 10 lat związany z Konfederacją Lewiatan. Członek zarządu oraz wiceprezydent Konfederacji Lewiatan, prezes Małopolskiego Związku Pracodawców Lewiatan i wiceprzewodniczący Rady Regionów Konfederacji Lewiatan. Jest również przewodniczącym Wojewódzkiej Rady Dialogu Społecznego w Województwie Małopolskim, członkiem Rady Rozwoju Obszaru Gospodarczego Krakowskiego Parku Technologicznego, członkiem Stowarzyszenia Przedsiębiorców Miasta Krakowa – BIZNES KLUB oraz członek Rady programowej Małopolskiej Wojewódzkiej Komendy Ochotniczych Hufców Pracy.
Od roku 2005 związany z marką Toyota i Lexus. Członek zarządu firmy ASO MR Sp. z o.o. S.K. – sieci siedmiu autoryzowanych salonów samochodowych Toyota i Lexus. Dyrektor zarządzający największym w Europie salonem Toyoty i Lexusa oraz 12 pod względem wielkości grupą dealerską w Polsce (za rok 2023) 
Prezes i współtwórca firmy wynajmu i zarządzania flotami pojazdów IFC Sp z.o.o S.K.
Jest żonaty i ma dwójkę dzieci.

## Nagrody
1. W roku 2019 wyróżniony prestiżową nagrodą Przedsiębiorca Roku im. Andrzeja Wierzbickiego, którą odebrał z rąk dr Henryki Bochniarz – byłej minister przemysłu i handlu[12].
2. Wyróżniony nagrodą Honoris  Gratia polskim odznaczeniem przyznawany przez prezydenta Krakowa osobom  zasłużonym dla Miasta[13].
3. Dwukrotnie wyróżniony nagrodą KIWAMI[14][15]
4. Wyróżniony nagrodą Małopolski Dąb Przedsiębiorczości [16]
5. Laureat nagrody Lider z powołania przyznawanej przez magazyn WhyStory[17]